# Château marchesale
Le château marchesale est un château situé dans la commune de Palmoli, province de Chieti, dans les Abruzzes.